# Tabebuia elliptica
Tabebuia elliptica là một loài thực vật có hoa trong họ Chùm ớt. Loài này được (DC.) Sandwith miêu tả khoa học đầu tiên năm 1937.